# بالنت توث
بالنت توث (بالمجرية: Tóth Bálint)‏ هو رياضياتي مجري، ولد في 1955. يتعلق عمله بنظرية الاحتمالات والعملية التصادفية والجوانب الاحتمالية في الفيزياء الرياضية. حصل على الدكتوراه في عام 1988 من الأكاديمية الهنغارية للعلوم، وعمل كباحث أول في معهد الرياضيات التابع للجامعة وأستاذًا للرياضيات في جامعة بودابست للتكنولوجيا والاقتصاد. يشغل منصب رئيس قسم الاحتمالات في جامعة بريستول وأستاذ أبحاث في معهد ألفريد ريني للرياضيات في بودابست.
عمل على نماذج مجهرية للحركة البراونية، وأنظمة الدوران الكمومية، ونظريات الحد للسير العشوائي مع الذاكرة الطويلة، والعمليات التصادفية غير التقليدية، والحدود الهيدروديناميكية. ساهم توث في نظرية حركات التفاعل الذاتي. قام ببناء كائن هندسي عشوائي سمي فيما بعد بالشبكة البراونية، وذلك بالتعاون مع وندلين ويرنر.
كان توث متحدثًا مدعوًا في المؤتمر الدولي لعلماء الرياضيات ICM-2018 (ريو دي جانيرو)،  والمؤتمر الأوروبي للرياضيات ECM-2000 (برشلونة). كان المتحدث العام في مؤتمرين حول العمليات التصادفية وتطبيقاتها SPA-2005 (سانتا باربرا)  و SPA-2014 (بوينس آيرس).  وهو عضو في أكاديميا أوروبيا. 
شغل توث منصب رئيس تحرير المجلة الإلكترونية للاحتمالات (2009-2011)  وحوليات الاحتمالات التطبيقية (2016-2018).  حاليًا هو رئيس تحرير مشارك (بالاشتراك مع فابيو تونينيلي) لنظرية الاحتمالات والمجالات ذات الصلة. 